# Josh Uche
Josh Uche (18 settembre 1998) è un giocatore di football americano statunitense che milita nel ruolo di linebacker per i Philadelphia Eagles della National Football League (NFL).

## Carriera

### New England Patriots
Uche al college giocò a football con i Michigan Wolverines dal 2016 al 2019. Fu scelto nel corso del secondo giro (60º assoluto) del Draft NFL 2020 dai New England Patriots. Dopo avere perso i primi due mesi di gioco per un infortunio al piede, tornò nel roster attivo il 31 ottobre. Nella settimana 10 contro i Baltimore Ravens mise a segno il suo primo sack su Lamar Jackson. La sua stagione da rookie si chiuse con 9 tackle in 9 presenze, di cui una come titolare.
Nel quattordicesimo turno della stagione 2022 Uche fu premiato come miglior difensore della AFC della settimana grazie a 5 placcaggi (di cui 3 con perdita di yard) e 3 sack. La sua stagione si chiuse con un record in carriera di 11,5 sack.

### Kansas City Chiefs
Il 28 ottobre 2024 Uche fu scambiato con i Kansas City Chiefs per una scelta del sesto giro del Draft 2026.

### Philadelphia Eagles
Il 13 marzo 2025 Uche firmò un contratto di un anno con i Philadelphia Eagles.

## Palmarès
- Difensore della AFC della settimana: 1

14ª del 2022